# Ronnie Carroll
Ronnie Carroll, de son vrai nom Ronald Cleghorn, né le 18 août 1934 à Belfast et mort le 13 avril 2015 à Londres, est un chanteur nord-irlandais.

## Carrière
Il a son premier succès en 1956 avec Walk Hand in Hand pour Philips Records.
Il est le seul chanteur à représenter le Royaume-Uni au Concours Eurovision de la chanson deux ans de suite. Il participe au concours de sélection britannique en 1960 avec Girl with a Curl. Il revient en 1962 avec Ring-A-Ding Girl et est sélectionné ; la chanson est quatrième du concours comme Say Wonderful Things en 1963. Les deux chansons atteignent le top 10 du UK Singles Chart. En 1962, il apparaît dans le Winifred Atwell Show. À  partir du lundi 17 septembre 1962, pour une semaine seulement, il donne deux fois par soir des représentations au Brighton Hippodrome.
Carroll est ensuite sur des navires de croisière, y compris le Queen Elizabeth 2, avec John Marcangelo qui est le batteur du Ronnie Carroll Orchestra. Il interprète son propre rôle dans le film Blind Corner en 1965.
En 2005, il publie un album come-back Back on Song.

## Carrière politique
Carroll se présente dans la circonscription de Hampstead et Highgate, dans laquelle il réside, aux élections générales de 1997 puis à l'élection partielle de la circonscription de Uxbridge en juillet pour la Rainbow Alliance. Il participe à l'élection partielle de circonscription d'Haltemprice et Howden en 2008 en tant que candidat du même mouvement rebaptisé Make Politicians History et reçoit 29 voix, malgré sa prévision de ne recevoir aucune voix.
Il se porte candidat (sous le nom de The Eurovisionary Carroll) aux élections générales britanniques de 2015, dans la circonscription de Hampstead et Kilburn. Le dépôt des candidatures cesse le 9 avril, juste quatre jours avant sa mort. Il recueille 113 voix pour terminer sixième sur sept candidats.

## Vie privée
Ronald Cleghorn est le fils d'un plombier.
Grâce à un travail dans un théâtre de variétés, il rencontre sa première femme, l'actrice Millicent Martin, à qui il est marié de 1958 à 1960. Sa deuxième femme est l'athlète olympique June Foulds avec qui il tient une boîte de nuit infructueuse à Grenade. Il se déclare en faillite en 1974 et son deuxième mariage se termine. Il se remarie une troisième fois avec Glenda Kentridge qui lui donne un fils et une fille.
Il est un invité régulier de talk-shows de BBC Radio London.